# Šlegovo
Šlegovo (makedonska: Шлегово) är en ort i Nordmakedonien. Den ligger i kommunen Kratovo, i den nordöstra delen av landet, 60 kilometer öster om huvudstaden Skopje. Šlegovo ligger 790 meter över havet och antalet invånare är 373.